# گرینوود (آریزونا)
گرینوود (به انگلیسی: Greenwood) یک منطقهٔ مسکونی در ایالات متحده آمریکا است که در آریزونا واقع شده‌است. گرینوود ۴۵۷ متر بالاتر از سطح دریا واقع شده‌است.